# Dolichopeza costalis
Dolichopeza costalis là một loài ruồi trong họ Ruồi hạc (Tipulidae). Chúng phân bố ở miền Ấn Độ - Mã Lai và miền Australasia.